# Lycopodium
Lycopodium L. è un genere di piante vascolari appartenente alla famiglia delle Lycopodiaceae.

## Etimologia
La parola Lycopodium è di derivazione greca, ed è composta da lico (dal greco lýkos "lupo") e podio (dal greco poús, podós "piede"), quindi significa "piede di lupo".

## Morfologia e caratteristiche generali

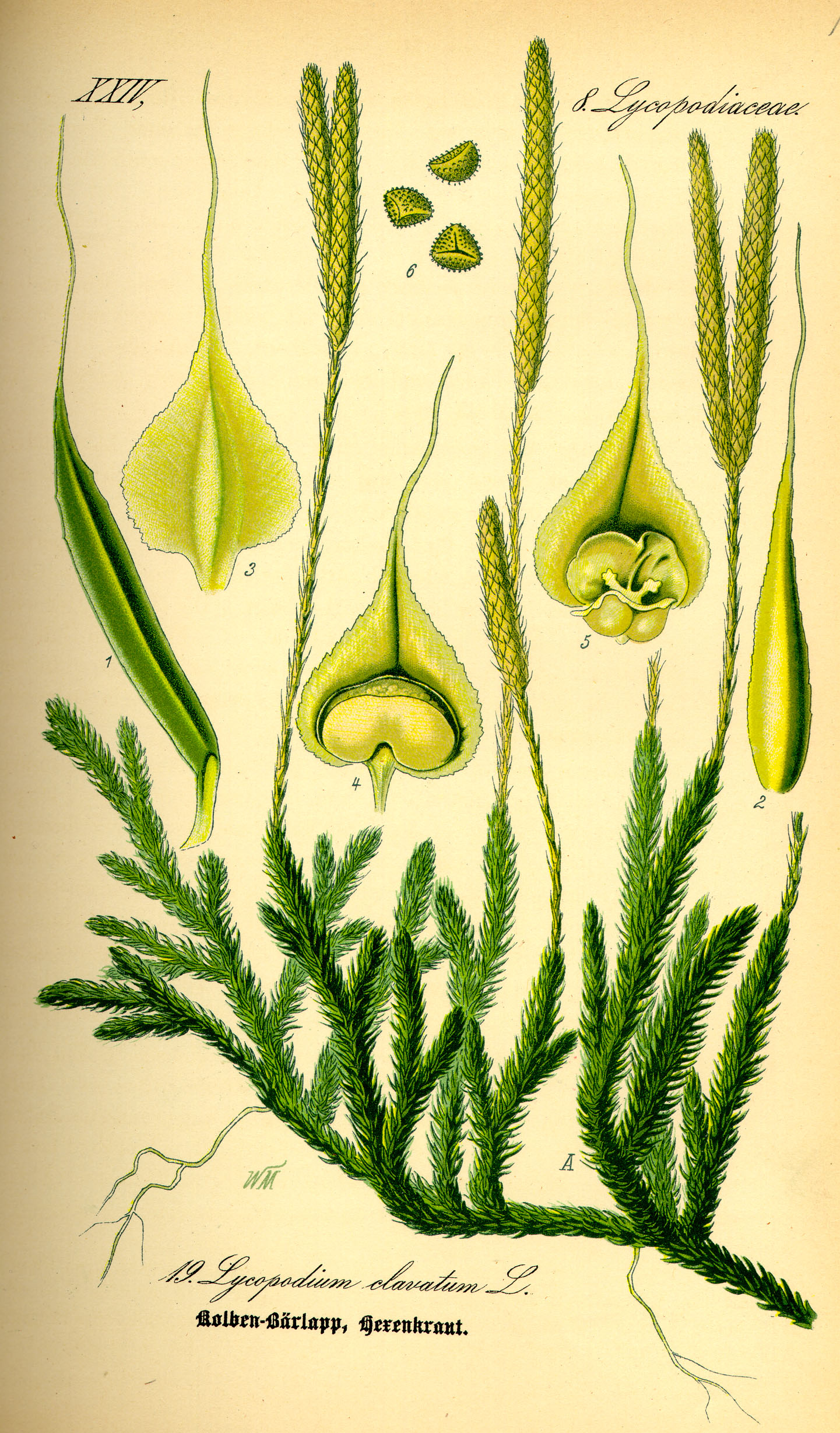
Morfologia del Lycopodium clavatum:
- 1 e 2 Trofofilli;
- 3, 4 e 5 Sporofilli;
- 6 Spore
- A Fusto e radici

I licopodi sono delle piante perenni, sempreverdi a portamento strisciante. Le radici sono ramificate dicotomicamente. La stele può avere una struttura plectostelica, actinostelica oppure sifonostelica. Le foglie hanno una disposizione a spirale e sono dotate di un'unica nervatura centrale (microfillo).
Gli sporofilli sono addensati in strobili posti al termine delle ramificazioni.
A seconda delle specie gli strobili possono essere sessili o peduncolati. Gli sporangi sono simili (isosporia), a forma di sacchetto e si trovano sulla superficie superiore delle foglie in posizione ascellare. La sporificazione avviene indicativamente fra luglio e settembre, ma può variare con l'altitudine e la posizione geografica. Le spore sono trilete di colore giallo zolfo.
Le spore del licopodio come possono rimanere vitali per molti anni e possono essere necessari fino a 7 anni per sviluppare un gametofito (o protallo). Questi a loro volta possono rimanere in vita da poche settimane fino a 10 anni o più. I protalli si sviluppano nel sottosuolo, hanno la forma di tubercoli biancastri delle dimensioni di circa 2 cm, e sono dotati di rizoidi filamentosi. I protalli sono monoici, pertanto contengono sia gli organi genitali maschili (anteridi) che gli organi femminili (archegoni). In condizioni normali la pianta raggiunge la sua maturità sessuale dopo circa 10-15 anni, e la durata della vita della pianta può arrivare a circa 20 anni.
Come si vede il meccanismo di riproduzione sessuale è piuttosto lento. A questo meccanismo si affianca pertanto quello asessuale tramite la propagazione dei rami laterali o rizomi.

## Distribuzione e habitat
I licopodi sono ampiamente diffusi sulla terra, sia in zone temperate che nelle aree montane delle zone tropicali. Le singole Specie hanno areali più contenuti e specifici.
Le specie diffuse in Italia di cui si hanno notizie certe sono il Lycopodium annotinum e il Lycopodium clavatum.
Il loro habitat tipico è costituito da pascoli, brughiere a mirtilli (vaccinieti), boschi, ad altitudini che variano fra i 100 e 2.500 metri.

## Usi

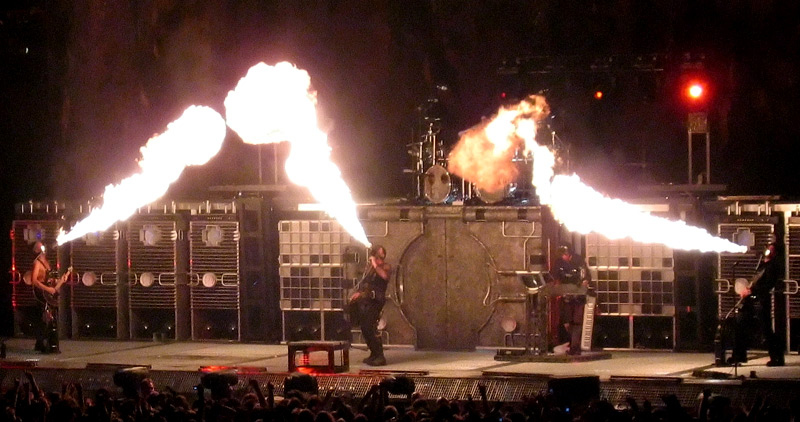
Maschere al Lycopodium al concerto del 2004 a Stoccolma dei Rammstein

Il licopodio viene impiegato in omeopatia e in pirotecnica.
- In omeopatia il Lycopodium è indicato come base di preparati usati per disturbi intestinali in genere e stipsi in particolare, e problemi legati al metabolismo. È anche utilizzato per le malattie delle vie urinarie. Viene incautamente usato anche contro il cancro.[3]
- In pirotecnica viene sfruttata la caratteristica delle spore di Lycopodium di essere particolarmente infiammabili, soprattutto se polverizzate e miscelate in sospensione con aria. In termini industriali si usa una sostanza detta Polvere di licopodio ricavata dalle spore del Lycopodium clavatum. La polvere viene spesso usata per la realizzazione di fuochi o finte esplosioni a fini didattici o scenografici in film o ambientazioni teatrali. Il termine Lycopodium mask è talvolta usato per descrivere un tipo di maschera lanciafiamme utilizzata sul palco in rappresentazioni dal vivo da parte di alcuni gruppi musicali o artisti (ad esempio i Rammstein).

## Specie
Esistono oltre 200 specie di Lycopodium. Di seguito sono elencate alcune fra le più note.

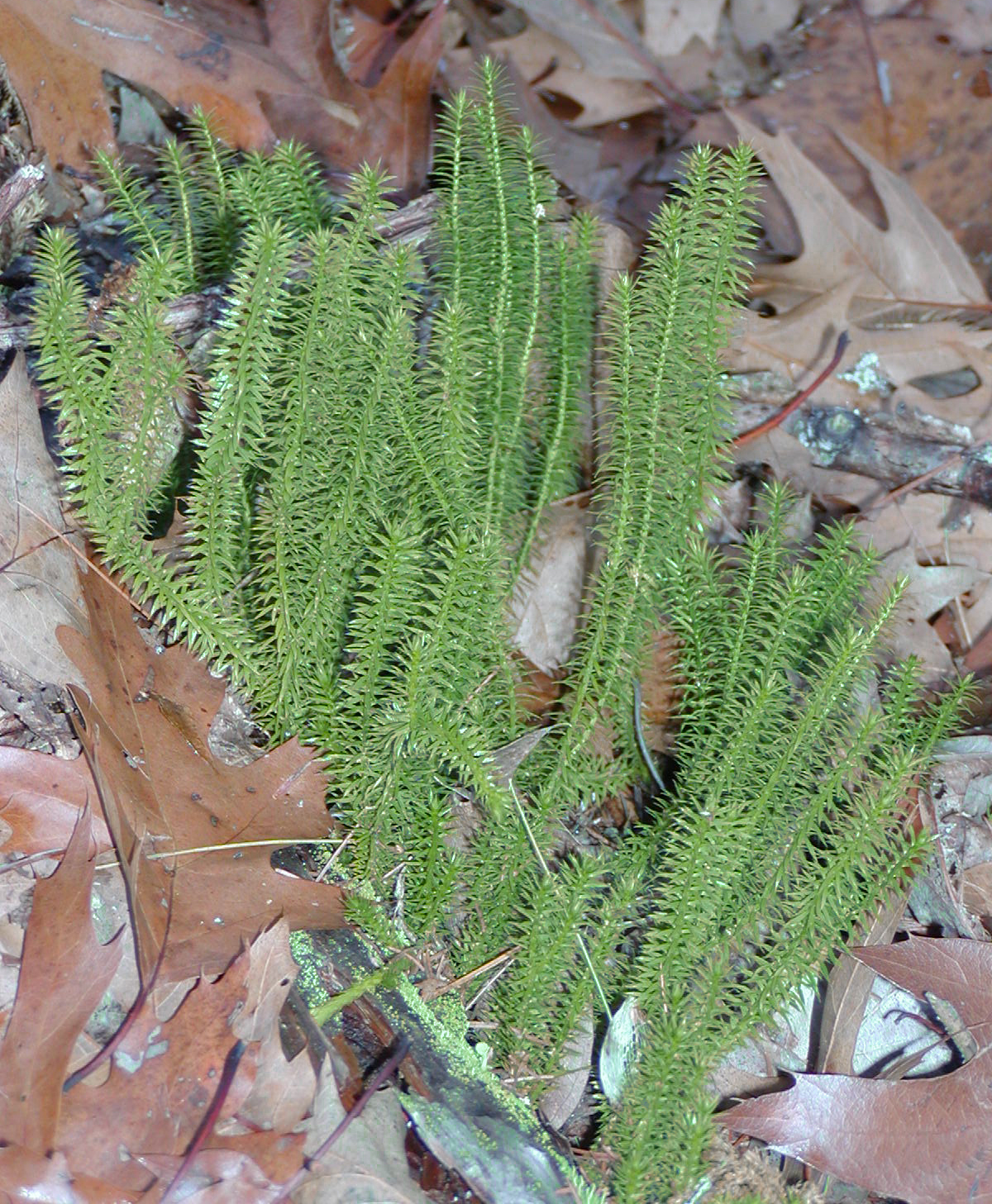
Lycopodium lucidulum

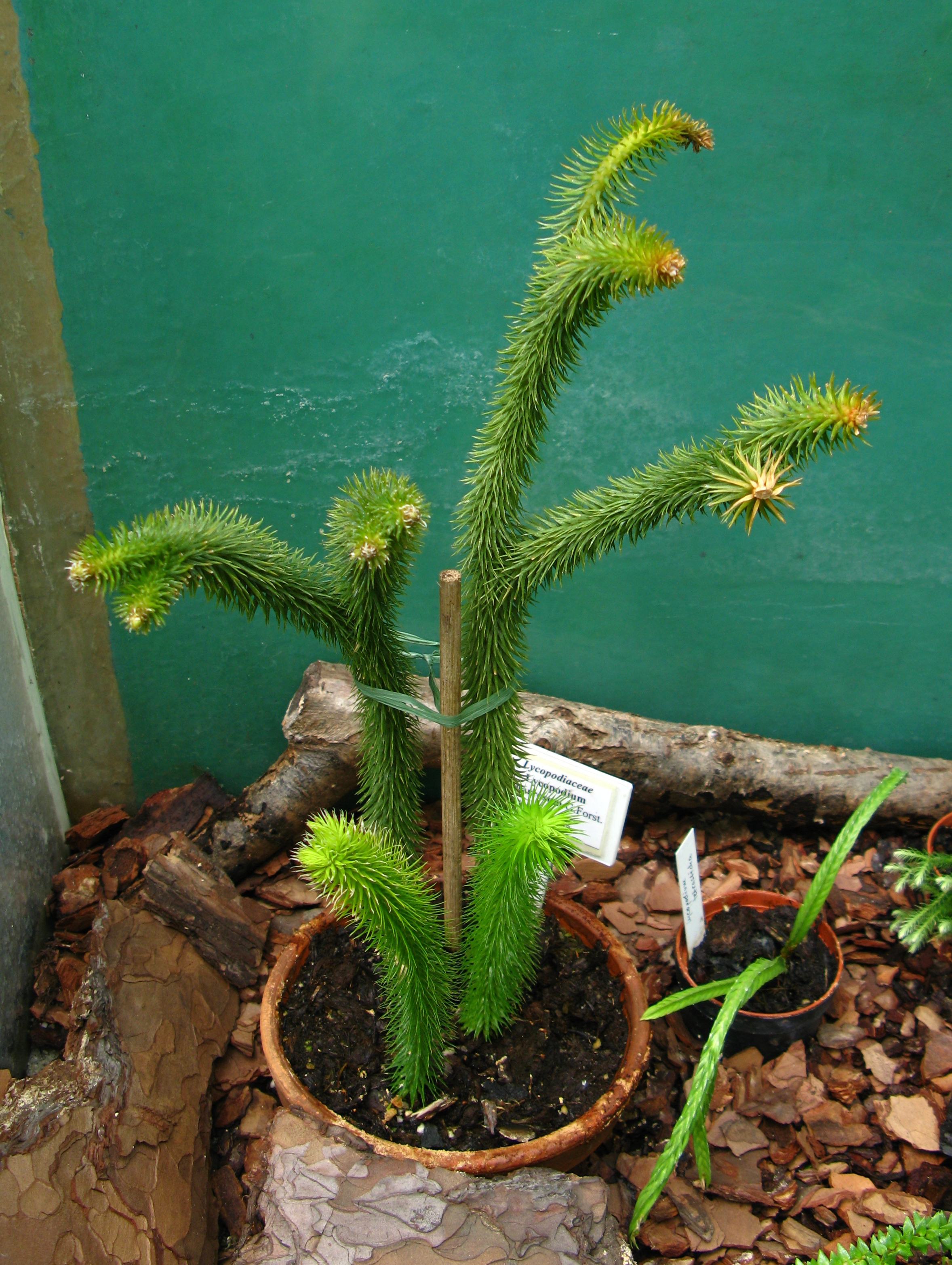
esemplare di Lycopodium squarrosum nel giardino botanico di Cracovia

- Lycopodium aberdaricum
- Lycopodium alboffii
- Lycopodium alticola
- Lycopodium annotinum
- Lycopodium assurgens
- Lycopodium casuarinoides
- Lycopodium centrochinense
- Lypocodium cernuum
- Lycopodium clavatum
- Lycopodium confertum
- Lycopodium dendroideum
- Lycopodium deuterodensum
- Lycopodium diaphanum
- Lycopodium dubium
- Lycopodium fastigiatum
- Lycopodium gayanum
- Lycopodium hickeyi
- Lycopodium hygrophilum
- Lycopodium interjectum
- Lycopodium japonicum

- Lycopodium juniperoideum
- Lycopodium jussiaei
- Lycopodium lagopus
- Lypocodium lucidulum
- Lycopodium magellanicum
- Lycopodium minchegense
- Lycopodium obscurum
- Lycopodium paniculatum
- Lycopodium papuanum
- Lycopodium pullei
- Lycopodium scariosum
- Lycopodium selago
- Lycopodium simulans
- Lycopodium spectabile
- Lycopodium subarcticum
- Lycopodium taliense
- Lycopodium venustulum
- Lycopodium vestitum
- Lycopodium volubile
- Lycopodium zonatum

## Nome in altre lingue
- Rep. Ceca: Plavuň
- Danimarca: Ulvefod
- Finlandia: Riidenlieot
- Regno Unito: Ground pines
- Ungheria: Korpafufajok
- Paesi Bassi: Wolfsklauw
- Norvegia: Kråkefotslekten
- Polonia: Widłak